# Anja Kunzmann
Anja Kunzmann (* 1993 in München) ist eine deutsche Schauspielerin.

## Leben und Wirken
Kunzmann spielte bereits zu Schulzeiten erste Rollen im Jugendclub des Münchner Volkstheaters und entschied sich aufgrund der anhaltenden Begeisterung für ein Schauspielstudium an der Folkwang Universität der Künste, das sie im März 2013 antrat. In dieser Zeit wirkte sie als Schauspielerin sowohl in Kurz- und Spielfilmen, wie „Wenn ich Ich sage“ von Mats Südhof, als auch in Theaterproduktionen am Theaterzentrum Bochum, dem Schauspiel Bochum sowie dem Theater Dortmund. Im Rahmen des Theaterkollektivs Armada Theater war sie zudem an der Konzeptionierung und Entwicklungen von Bühnenstücken beteiligt.
2016 erhielt Anja Kunzmann den Publikumspreis des TheaterFilmFests – FIKTIVA und wurde 2017 zum „Your Chance Moscow International Theatre Festival“ sowie dem Körber Studio Junge Regie eingeladen, wo sie für die Rolle der Isabelle in „Die Möglichkeit einer Insel“ ausgezeichnet wurde. 2017 folgte eine weitere Auszeichnung für „Die Borderline Prozession“, nach einer Einladung zum Berliner Theatertreffen.
Im April 2017 schloss die in Berlin wohnhafte Kunzmann ihr Schauspielstudium mit Diplom ab und engagiert sich seitdem am Theater Neue Bühne Senftenberg. Hier spielte die stimmliche Mezzosopranin bereits in zahlreiche Produktionen, so auch im Rahmen des viel beachteten Fontane-Spektakels 2019.

## Theaterstücke (Auswahl)
- 2015: Darwin on the spot (Tanztheater), Tänzerin, Regie: Leandro Kees (Bochum)
- 2016:  Kay Voges, Dirk Baumann und Alexander Kerlin: Die Borderline Prozession, Rolle des Mädchens, Regie: Kay Voges (Theater Dortmund)
- 2016: Carlo Goldoni: Der Impresario von Smyrna, Rolle der Lucrezia, Regie: Marco Massafra (Bochum)
- 2018: Theatersport nach Keith Johnstone, Performerin, Regie: Sebastian Volk (Neue Bühne Senftenberg)
- 2018: Eine Weihnachtsgeschichte, diverse Rollen, Regie: Alejandro Quintana (Neue Bühne Senftenberg)
- 2019: Friedrich Schiller: Kabale und Liebe, Rolle der Luise, Regie: Mario Holetzeck (Neue Bühne Senftenberg)
- 2019: Bertolt Brecht: Die Dreigroschenoper, Rolle der Lucy, Regie: Manuel Soubeyrand (Neue Bühne Senftenberg)
- 2020: Ivan Calbérac: Die Studentin und Monsieur Henry, Rolle der Valérie, Regie: Alice Asper (Neue Bühne Senftenberg)

## Filmografie
- 2015: Wenn ich Ich sage (Kurzspielfilm, Regie: Mats Süthoff)
- 2016: Restless – Jenseits der Träume
- 2017: Rollatorwahn (Kurzspielfilm, Regie: Nicolas Kronauer)